# Lakers Lakejer
Lakers Lakejer är den svenska ishockeyklubben Växjö Lakers officiella supporterklubb. Klubben bildades i november 2000. Under dessa år har man fyllt upp sitt medlemsregister med över 2500 medlemmar. Som bäst har man uppnått cirka 950 medlemmar under en och samma säsong, 2010/2011.

## Historia
Föreningen bildades i november 2000, när Växjö Lakers låg i division 2. Men under Lakers Lakejers första säsong avancerade Växjö Lakers till division 1. Och innan klubben hann bli 5 år hade hockeyn i Växjö förvandlats till allsvensk. Från säsongen 2003/2004 till 2010/2011 huserade Lakers Lakejer på västra stå i Växjö ishall, som då kallades för "Lakerdome". 2008 genomgick Lakejerna ett helvete när Växjö Lakers stod på randen till konkurs. Men föreningen räddades till sist av bland annat supportrar, och efter det startades en osannolik resa både för Växjö Lakers och Lakers Lakejer.
Samma år som Växjö Lakers var nära att falla som förening öppnade Lakers Lakejer en egen klubblokal i nära anslutning till Värendsvallen, med fullständiga rättigheter som pub för sina medlemmar, ett uppskattat ställe där många event genomfördes. När Växjö Lakers tog steget upp i SHL våren 2011 och Vida Arena senare stod färdigt så blev tillvaron, för "Poseidon" som lokalen hette, tuff. Till slut, efter några år av förluster valde man att lägga ner lokalen 2014.
2015 blev ett år ingen Lakej kommer att glömma, med det historiska SM-guldet som spelades hem den 23 april 2015. Målskytt i den 5:e perioden mot Skellefteå AIK blev Tuomas Kiiskinen. Ett jubel bröt ut som sedan varade i månader.

## Bortaresor
Resor är en viktig del i Lakers Lakejers verksamhet och en av huvudanledningarna till att klubben en gång startade. Särskilt kan resor till Ängelholm och Malmö nämnas, men under senare år har även resor till Göteborg genomförts. Deltagarrekordet är från 2005 då cirka 700 personer i 12 bussar åkte till Malmö gamla isstadion för match mot Redhawks. Under senare PR har man chartrat ett eget tåg, Orange Express, för resor till Malmö Arena. Första året 2015 gjorde man det tillsammans med Växjö Lakers och då rymde tåget cirka 500 personer. Totalt kom nog cirka 700 fans från Växjö även den gången. 2018 och 2019 har man upprepat resan, men då med längre tågsätt, så det fanns plats för 675 personer ombord. Båda åren var tåget fullsatt, så som extra bonus fick Lakejerna köpa loss ett par hundra lösbiljetter extra till personer som reste på egen hand eller som redan fanns på plats i Malmöregionen. Därmed fanns cirka 900 Lakerssupportrar på plats i arenan. 

## LL TIFO

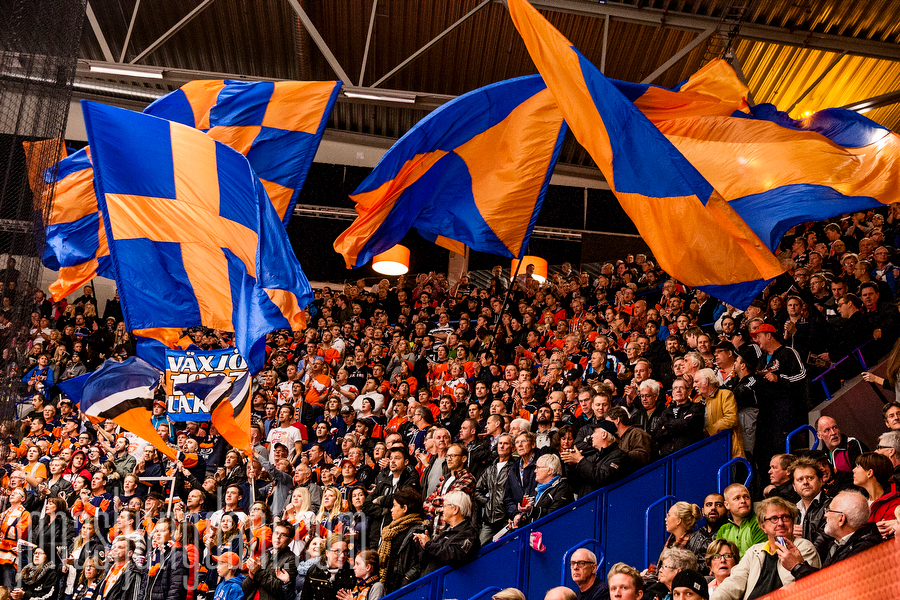
Lakers Lakejer på Västra Stå, sektion H i Vida Arena under match mot Luleå 2013.

LL TIFO är en sektion i Lakers Lakejer med uppgift att skapa Tifo-arrangemang under Växjö Lakers matcher. 

## Lakej Hockey

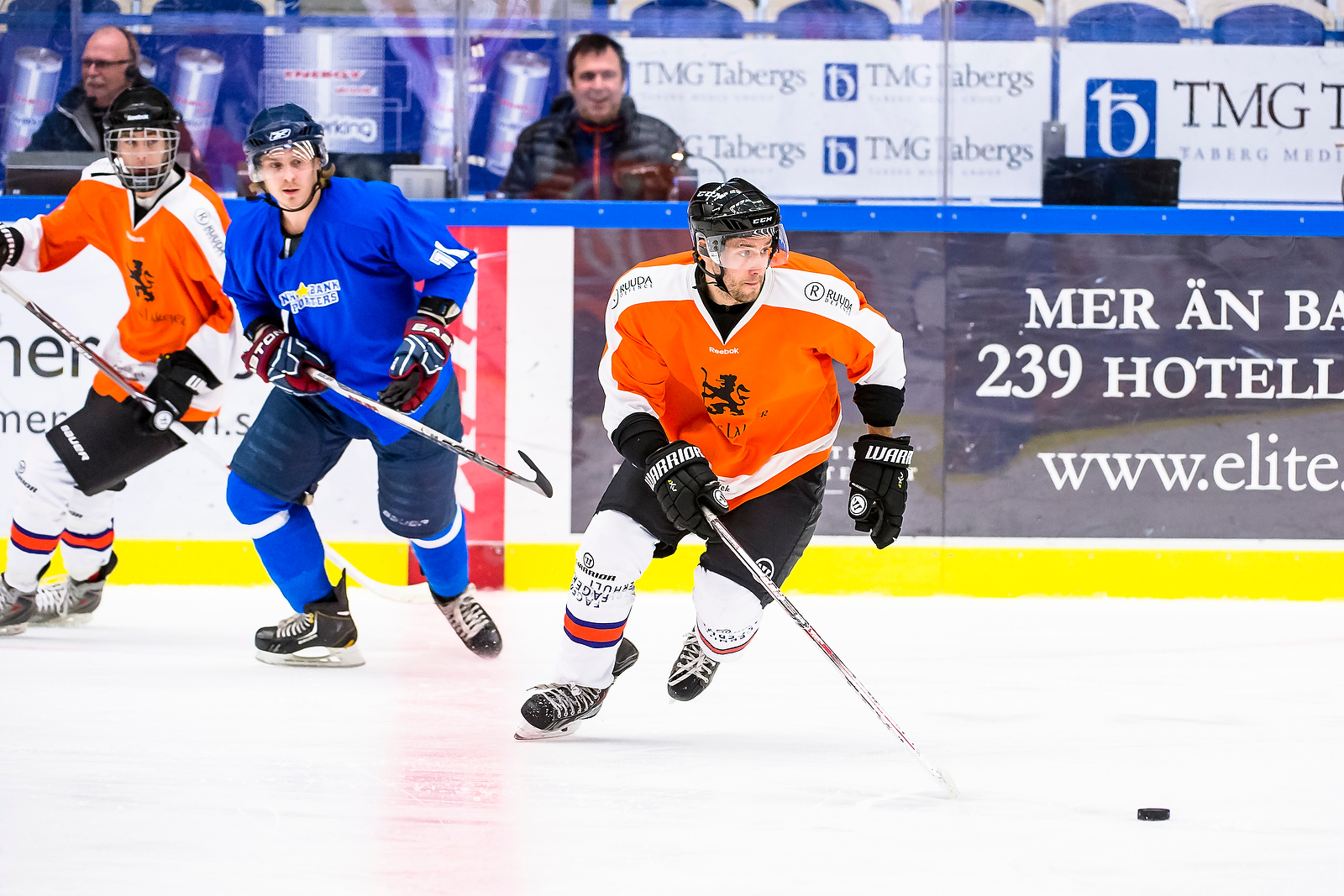
Supporterslaget 2015

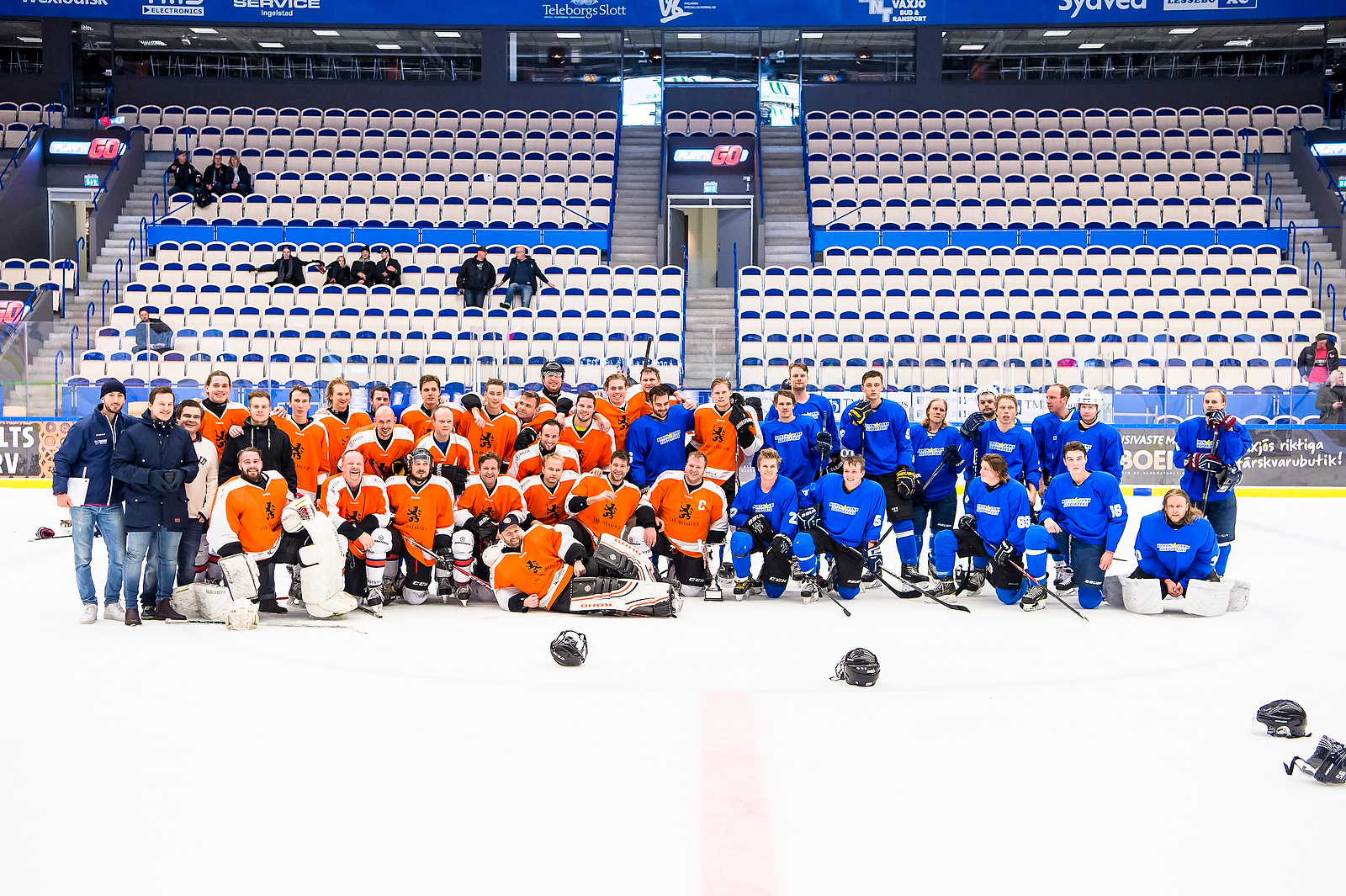
Lakej Hockey och Team NBS tillsammans efter matchen den 19/12-2015.

Lakers Lakejer har även ett eget hockeylag, som går under namnet Lakej Hockey. Laget spelar i Växjökorpens högsta serie, "elitserien". Våren 2015 blev man mästare för första gången, när man i sista matchen besegrade de regerande mästarna Växjöpolisen. Man har även utbyte med andra supporterföreningar, till exempel North Bank Supporters från Jönköping och Djurgårdspolarna från Stockholm.

### Supporterslaget
Supporterslaget är en sedan 2013 årligen återkommande hockeymatch mellan HV71:s supporterklubb North Bank Supporters och Lakej Hockey. Samarbetet är ett sätt att visa att det trots rivalitet går att genomföra en sådan här sak utan problem. Målsättningen är att skapa en större turnering där fler svenska supporterklubbar ingår och ett större matchutbyte kan göras varje säsong.
Spelade matcher i Supporterslaget
| Datum      | Hemmlag      |    | Bortalag     | Resultat     |
| ---------- | ------------ | -- | ------------ | ------------ |
| 20/12-2013 | Lakej Hockey | vs | Team NBS     | 9-6          |
| 21/12-2014 | Team NBS     | vs | Lakej Hockey | 6-5 (e.str.) |
| 19/12-2015 | Lakej Hockey | vs | Team NBS     | 7-6          |

## Ordförande i Lakers Lakejer från starten 2000
| Namn                  | Ordf. från | Ordf. till  |
| --------------------- | ---------- | ----------- |
| Tobias Turesson       | 2000       | 2002        |
| Linda Granath         | 2002       | 2005        |
| Håkan Sevén           | 2005       | 2008        |
| Hallstein Völundarson | 2008       | 2009        |
| Johan Eliasson        | 2009       | (nuvarande) |